# Gollanakunte, Pavagada
Gollanakunte là một làng thuộc tehsil Pavagada, huyện Tumkur, bang Karnataka, Ấn Độ.